# Nikema Williams
Nikema Natassha Williams (nacida el 30 de julio de 1978) es una política y ejecutiva política estadounidense que se desempeña como representante del 5.º distrito congresional de Georgia y como presidenta del Partido Demócrata de Georgia. El distrito incluye casi tres cuartas partes de Atlanta. Fue miembro del Senado del Estado de Georgia por el 39.º distrito desde 2017 hasta 2021. Williams sirvió como una de los 16 electores de Georgia en el Colegio Electoral tras las elecciones presidenciales de Estados Unidos de 2020.

## Primeros años y educación
Williams nació en Columbus, Georgia, y creció en Smiths Station, Alabama. Su padre fue un líder comunitario, y su tía abuela, Autherine Lucy, fue la primera persona afroamericana en integrar la Universidad de Alabama. Williams se graduó de Talladega College, donde se unió a la hermandad Alpha Kappa Alpha y obtuvo una licenciatura en biología. Después de graduarse, se mudó a Atlanta en 2002.